# Spilococcus implicatus
Spilococcus implicatus är en insektsart som beskrevs av Ferris 1950. Spilococcus implicatus ingår i släktet Spilococcus och familjen ullsköldlöss. Inga underarter finns listade i Catalogue of Life.